# 中国2010年上海世界博览会中国航空馆

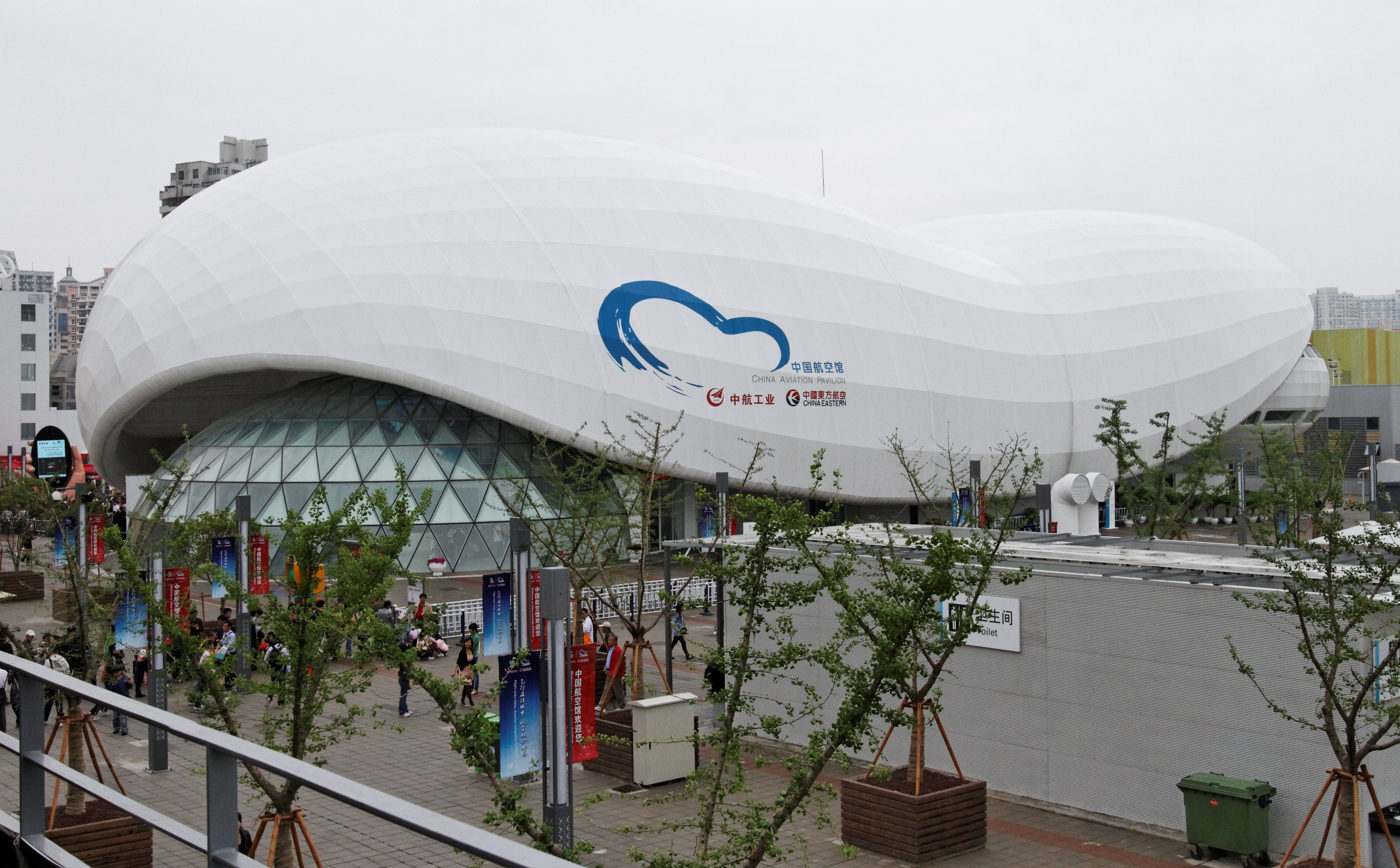
中国航空馆

中国2010年上海世界博览会中国航空馆，简称中国航空馆（英文：China Aviation Pavilion at Expo 2010），是中国2010年上海世界博览会的一个企业馆，位于世博园区E片区。该展馆的主题为“飞行连接城市，航空融合世界”，其展馆的国家馆日为9月21日，吉祥物为“飞飞”，该馆由中国东方航空和中航工业冠名。该展馆分为两层，包括前展区、主展区、后展区和模拟机体验区，而展馆外型源于变幻的“云”，暗示人类遨游蓝天的梦想。